# Jako (Lied)
Jako ist ein Lied der französisch-armenischen Gruppe Ladaniva. Mit dem Titel vertrat sie Armenien beim Eurovision Song Contest 2024.

## Hintergrund
Das Lied wurde von Audrey Leclercq, Jacqueline Baghdasaryan und Louis Thomas geschrieben. Produziert wurde es von Jasper Maekelberg. Es wurde vom Sender ARMTV intern ausgewählt. Im Januar 2024 gab es erste Berichte, das Ladaniva ausgewählt worden sei. Am 9. März 2024 bestätigte der Sender das Duo als Teilnehmer. Am 13. März wurde der Beitrag Jako veröffentlicht.

## Inhalt
Der Songtitel rührt von Jacqueline Baghdasaryans Spitznamen her. Sie will mit dem Lied ihr „Recht, frei zu denken und zu sein, wer immer sie möchte“ unterstreichen. Dabei wird die Gesellschaft dafür kritisiert, insbesondere Mädchen künstliche Grenzen und Normen aufzuerlegen, wobei diese aus dem Blick verloren, wer sie seien und wie sie handeln könnten. Sie sagte:

“They used to call me ‘Jako’ when I was little. Growing up I have always been told that girls should behave, be humble, dress normally, not talk too much, not do crazy things.”

„Als ich klein war, nannten sie mich ‚Jako‘. Während ich aufwuchs, wurde mir immer gesagt, wie sich Mädchen benehmen sollten, bescheiden sein, sich normal anziehen, nicht zu viel reden und keine verrückten Dinge tun.“

Das Lied sei eine Botschaft an sie selbst und an „all die kleinen Jakos in der Welt“, ihrer wahren Berufung zu folgen und sich selbst treu zu bleiben, so wie sie es mit ihrer Kunst tue. Das Lied sei eine Einladung „aufzustehen und zu tanzen“, egal was die Leute sagen. Der Leiter der armenischen Delegation, David Tserunyan, sagte „[das] Lied berührt ein sehr wichtiges Thema, aber auf eine heitere und verspielte Weise. Wir hoffen, dass wir damit Menschen auf der ganzen Welt inspirieren, ihre inneren Jakos zu umarmen und sich diesem mutmachenden Tanz der Freiheit anzuschließen!“

## Beim Eurovision Song Contest 2024
Beim Eurovision Song Contest 2024 in der Malmö Arena in Malmö, Schweden, wurde der Song im zweiten Halbfinale am 9. Mai aufgeführt, nachdem ihm bei der Auslosung am 30. Januar 2024 die erste Hälfte zugelost worden war. Am 26. März 2024 wurde ihm dort der 8. Startplatz zugeteilt. Er konnte sich auf dem 3. Platz mit 137 Punkten für das Finale qualifizieren und trat dort auf dem 19. Startplatz an. Er erreichte mit 183 Punkten den 8. Platz. Mit 101 Punkten lag er bei den Jurys auf dem 9. Platz, während er bei den Zuschauern mit 82 Punkten ebenfalls den 9. Rang belegte.